# Jack Shea
Jack Shea (n. 7 septembrie 1910, Lake Placid, North Elba⁠(d), New York, SUA – d. 22 ianuarie 2002, Lake Placid, North Elba⁠(d), New York, SUA) a fost un patinator de viteză ce a reprezentat Statele Unite ale Americii, medaliat olimpic. A participat la o ediție a Jocurilor Olimpice (1932) în care a câștigat două medalii de aur.